# Nina Ricci
Nina Ricci, pseudônimo de Maria Adélaïde Nielli (Turim, 14 de janeiro de 1883 — França, 29 de novembro de 1970), foi uma costureira francesa de origem italiana.  

## Vida
Nascida em Turim, mudou-se para Florença com cinco anos e para a França com doze. Ela casou-se com Luigi Ricci e teve um filho. 
Foi uma das designers da alta costura mais famosas do seu tempo e passou parte da sua vida em uma casa art déco ao litoral de Dossen. Atualmente seu nome deu origem a marca de roupas, perfumes, sapatos e acessórios, a famosa griffe Nina Ricci.
Ela trabalhou principalmente em perfumaria (L'Air du Temps, etc) e com pessoas como Andy Warhol. Suas fragrâncias são levemente doces e suaves.
A Nina Ricci faz parte do grupo espanhol Puig, detentora também da Carolina Herrera e Paco Rabanne.
A Maison Nina Ricci foi fundada por Maria Ricci e seu filho Robert em Paris, em 1932. 